# Italian International 2006
Die Italian International 2006 im Badminton fanden vom 12. Dezember bis zum 15. Dezember 2006 in Rom statt.

## Sieger und Platzierte
| Disziplin    | Gold                               | Silber                          | Bronze                               |
| ------------ | ---------------------------------- | ------------------------------- | ------------------------------------ |
| Herreneinzel | Jens-Kristian Leth                 | Kasper Ødum                     | Stanislav Pukhov                     |
| Herreneinzel | Jens-Kristian Leth                 | Kasper Ødum                     | Conrad Hückstädt                     |
| Dameneinzel  | Sara Persson                       | Ella Karachkova                 | Elin Bergblom                        |
| Dameneinzel  | Sara Persson                       | Ella Karachkova                 | Elizabeth Cann                       |
| Herrendoppel | Alexandr Nikolaenko Vitaliy Durkin | Evgeny Dremin Alexey Vasiliev   | Imam Sodikin Imanuel Hirschfeld      |
| Herrendoppel | Alexandr Nikolaenko Vitaliy Durkin | Evgeny Dremin Alexey Vasiliev   | Jacob Chemnitz Peter Steffensen      |
| Damendoppel  | Cai Jiani Yu Qi                    | Nina Vislova Valeria Sorokina   | Elodie Eymard Weny Rahmawati         |
| Damendoppel  | Cai Jiani Yu Qi                    | Nina Vislova Valeria Sorokina   | Ekaterina Ananina Anastasia Russkikh |
| Mixed        | Peter Steffensen Mette Schjoldager | Vitaliy Durkin Valeria Sorokina | Imam Sodikin Elin Bergblom           |
| Mixed        | Peter Steffensen Mette Schjoldager | Vitaliy Durkin Valeria Sorokina | Evgeny Dremin Evgeniya Dimova        |